# Protocolo S/PDIF
El acrónimo S/PDIF o S/P-DIF corresponde a Formato de Interfaz Digital Sony/Philips (Sony/Philips Digital Interface Format), conocido también por su código según la Comisión Electrotécnica Internacional, IEC 958 type 95, parte de la IEC-60958. Consiste en un protocolo a nivel de hardware para la transmisión de señales de audio digital  moduladas en PCM entre dispositivos y componentes estereofónicos.
S/PDIF es una versión del protocolo estándar AES/EBU adaptada para aplicaciones comerciales, presentando pequeñas diferencias que lo hacen menos costoso a la hora de producir los componentes finales.

## Aplicaciones
S/PDIF, inicialmente utilizado en los lectores de CD (dispositivo desarrollado conjuntamente por los ingenieros de Sony y Philips), ha extendido su uso a la mayoría de los dispositivos de audio modernos; como reproductores de DVD (en sus salidas de audio), Minidisc, decodificadores TDT, las tarjetas de sonido de los ordenadores más modernos y, en general, cualquier dispositivo que cuente con "salida óptica". Es también muy utilizado en los sistemas de audio en los automóviles, donde sustituye al cableado habitual de cobre por un único cable de fibra óptica, inmune al ruido eléctrico.
Otro uso común del protocolo S/PDIF es la transmisión de audio digital comprimido según lo definido por el estándar IEC 61937. Este modo se utiliza para conectar la salida de un reproductor de DVD con un dispositivo de cine en casa que soporte el sistema Dolby Digital o bien el sistema DTS de sonido envolvente.

## Especificaciones de hardware
Las especificaciones de S/PDIF permiten diversos tipos de cables y conectores, según dispositivo en que sea utilizado. Estos pueden estar basados en cable coaxial, utilizando en este caso conectores RCA, o en fibra óptica, donde los conectores serán del tipo TOSLINK (también conocidos como EIAJ óptico). El uso de la versión óptica está más extendido debido a su comentada inmunidad al ruido eléctrico. Existen adaptadores para la interconexión de ambos sistemas, que suelen requerir alimentación externa.
S/PDIF fue desarrollado a partir de un estándar usado en los sistemas de audio profesional, conocido como AES/EBU, ampliamente utilizado en los sistemas DAT y en la transmisión de audio en los estudios profesionales de grabación. A nivel de protocolo S/PDIF es idéntico, pero cambia los conectores y los cables. Se sustituyeron los conectores tipo XLR por los RCA y los TOSLINK, según la tecnología de transmisión, más económicos y sencillos de utilizar. En cuanto al cable, se cambia el cable de par trenzado apantallado de 110 Ω (ohmios) de impedancia en línea balanceada por el cable coaxial de 75 Ω, mucho más extendido y económico, o por fibra óptica. 
|                          | AES/EBU                                         | SPDIF                                   |
| ------------------------ | ----------------------------------------------- | --------------------------------------- |
| Cableado                 | Par trenzado (110 ohmios) o coaxial (75 ohmios) | Coaxial (75 ohmios) o fibra óptica      |
| Conector                 | XLR de 3 pines o D-Sub de 25 pines              | RCA o Toslink                           |
| Nivel de señal           | 3 a 10 V                                        | 0,5 a 1 V                               |
| Codificación             | BMC                                             | BMC                                     |
| Información de subcódigo | Texto de identificación ASCII                   | Información de protección de copia SCMS |
| Resolución máxima        | 24 bits                                         | 20 bits (24 bits opcionales)            |

## Especificaciones del protocolo
S/PDIF se utiliza para transmitir señales digitales, a partir de la modulación PCM de señales audio en función de diversas frecuencias de muestreo, como 48 kHz para los DAT, 44,1 kHz para los CD de audio y 32 kHz para DSR. Para soportar estas frecuencias, así como otras que pudieran ser necesarias, este formato no tiene definida ninguna velocidad de transmisión de datos por defecto. Los bits de información se transmiten según una codificación bifase denominada BMC (Biphase Mark Code) o bifase-S, similar a la más usual codificación Manchester o bifase-L), que tiene una o dos transiciones para cada bit, según su valor, permitiendo así extraer la sincronización a partir de estas.

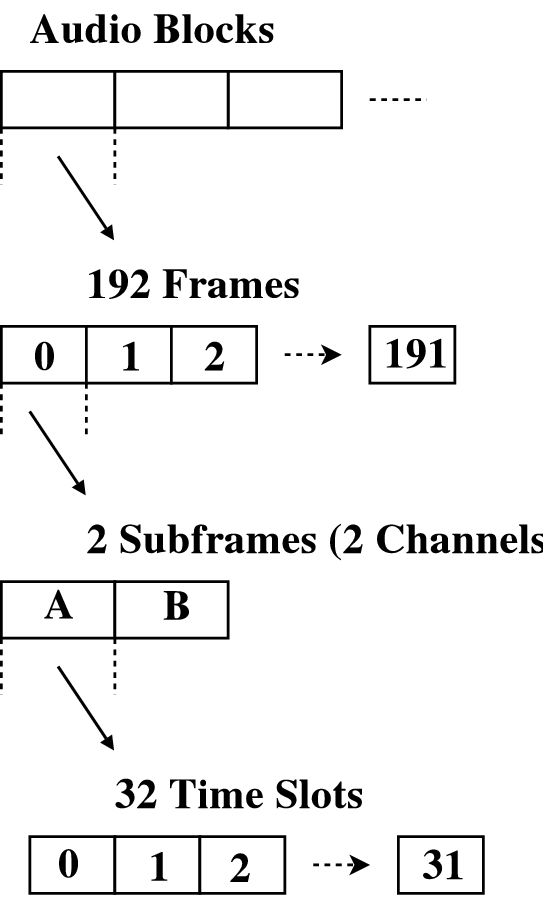
Representación esquemática de los protocolos AES/EBU y S/PDIF.

La información transmitida por S/PDIF se agrupa en supertramas o bloques de 192 tramas, numeradas entre 0 y 191, dividiéndose cada trama en dos subtramas o canales de 32 bits cada uno, izquierdo y derecho, denominados respectivamente A y B. Cada una de éstas dedica 16, 20 o 24 bits para una sola muestra de audio digital. Los 32 bits de cada canal se reparten del siguiente modo:

### Bits 0 al 3
Utilizados a modo de preámbulo para la recuperación de reloj e identificación de la subtrama, realmente no llevan datos ni están codificados en BMC, sino en una más simple NRZ con dos niveles por tiempo de bit. Esta estructura minimiza el componente de continua sobre la línea de transmisión, siendo posible tres preámbulos:
- B: 11101000 para el anterior nivel a "0", 00010111 para "1". Encabeza una subtrama que contenga datos para el canal A y el comienzo de supertrama.
- M: 11100010 para el anterior nivel a "0", 00011101 para "1". Marca una subtrama que contenga datos para el canal A que no sea comienzo de supertrama.
- W: 11100100 para el anterior nivel a "0", 00011011 para "1". Marca una subtrama que contenga datos para el canal B.

### Bits 4 al 7
Estos bits se destinan para contener información auxiliar, ya sea de audio de baja calidad o de comunicación entre los dos dispositivos conectados. Otra posibilidad es la de agregar estos 4 bits a los 20 siguientes, aumentando la resolución de la muestra de audio digital a 24 bits.

### Bits 8 al 27
Contienen la información de audio digital, previamente modulada en PCM con una resolución de 20 bits. En el caso de usarse menos bits, los menos significativos son rellenados con ceros lógicos, por ejemplo para los CD de audio de 16 bits.

### Bit 28
Bit V o de validación, puesto a cero si la información de audio digital es correcta y adecuada para su conversión a analógico. En otro caso, el equipo receptor ignora la información, silenciando la salida de audio mientras este bit siga a 1. Los reproductores usan este bit en caso de tener problemas al leer una muestra.

### Bit 29
Bit U o de usuario, utilizado para transportar información adicional referida al sonido que se reproduce, como el tiempo de reproducción, la pista actual, etc. Una supertrama contendrá una palabra de 192 bits de usuario por canal.

### Bit 30
Bit C o de estado del canal, utilizado para la transmisión de códigos adicionales. Es idéntico para los dos canales. La supertrama contendrá un bloque de 192 bits, lo que implica 192/16 = 12 palabras de 16 bits.
Los primeros 6 bits de la primera palabra son un código de control; el significado de cada uno de éstos se muestran en la tabla siguiente:
| bit | valor 0            | valor 1            |
| --- | ------------------ | ------------------ |
| 0   | consumidor         | profesional        |
| 1   | normal             | datos comprimidos  |
| 2   | prohibida la copia | permitida la copia |
| 3   | 2 canales          | 4 canales          |
| 4   | -                  | -                  |
| 5   | ningún pre-énfasis | pre-énfasis        |

El resto de los bits pueden ser usados según convenga el fabricante del dispositivo en particular.

### Bit 31
Bit P o de paridad, utilizado para la detección de errores.

## Otros datos
S/PDIF está definido por el estándar internacional IEC 60958-3 (IEC958 1989-3) y el EIAJ CP-340 1987-9 en Japón.
S/PDIF está cubierto por la siguiente patente: EP000000811295B1.